# Conde de Azevedo
Conde de Azevedo foi um título criado por Luís I de Portugal por decreto de 23 de novembro de 1876 e por carta de 5 de dezembro de 1876, a favor de Francisco Lopes de Azevedo Velho da Fonseca de Barbosa Pinheiro Pereira e Sá.
Usaram o título
1. Francisco Lopes de Azevedo Velho da Fonseca de Barbosa Pinheiro Pereira e Sá
2. Pedro Barbosa Falcão de Azevedo e Bourbon

A família está ligada aos senhores da Quinta de São Vicente de Azevedo, cujo titular é Pedro Afonso de Sousa, senhor da Quinta de São Vicente de Azevedo. Possuíram vários cargos de estado e honras durante a monarquia constitucional:
- Alcaides de Seia
- Cavaleiros da Ordem de Cristo
- Fidalgos da Casa Real